# HAT-P-13c
HAT-P-13c位于大熊座，是一颗环绕恒星HAT-P-13运行的太阳系外行星。2009年7月21日天文学家使用中天法发现了该行星，同时还发现HAT-P-13的另一个行星HAT-P-13b。它距离地球698光年，轨道周期为428.5地球日。
HAT-P-13c是一颗气体巨星，质量是木星的15.2倍，有可能不是行星而是褐矮星。